# مگان شانسی
 مگان شانسی (انگلیسی: Meghann Shaughnessy؛ زاده ۱۳ آوریل ۱۹۷۹) یک تنیس‌باز اهل ایالات متحده آمریکا است.